# Kolonia Wojnicka
Kolonia Wojnicka ist ein Ort in der polnischen Woiwodschaft Ermland-Masuren. Er gehört zur Stadt- und Landgemeinde Pieniężno (Mehlsack) im Powiat Braniewski (Kreis Braunsberg).

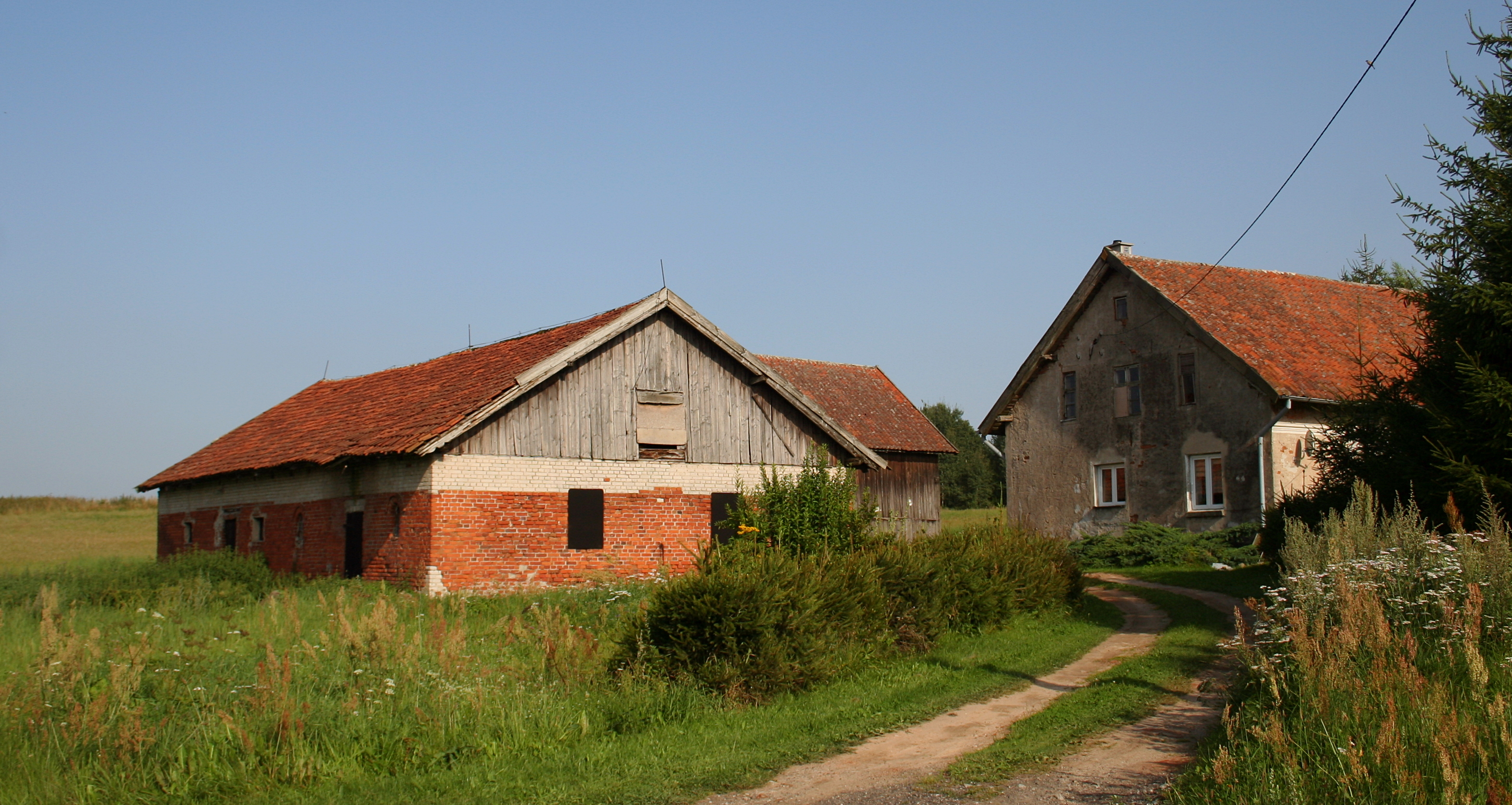
Teilansicht Kolonia Wojnicka

## Geographische Lage
Kolonia Wojnicka liegt östlich der Wałsza (Walsch) im Nordwesten der Woiwodschaft Ermland-Masuren, 25 Kilometer südöstlich der Kreisstadt Braniewo (Braunsberg).

## Geschichte
Über die Entstehung der polnischen Kolonie namens „Kolonia Wojnicka“ liegen keine Belege vor. Es besteht die Vermutung, dass der Ort erst nach 1945 entstanden ist und es somit aus der Zeit vor 1945 auch keine deutsche Ortsbezeichnung gibt. Die geographische Lage und die Namensform lassen auf eine enge Ortsbeziehung zum Nachbarort Wojnity (Woynitt) schließen.
Kolonia Wojnicka gehört zur Gmina Pieniężno (Stadt- und Landgemeinde Mehlsack) im Powiat Braniewski (Kreis Braunsberg), von 1975 bis 1998 der Woiwodschaft Elbląg, seither der Woiwodschaft Ermland-Masuren zugehörig.

## Religion
Kolonia Wojnicka gehört wohl mit dem Nachbarort Wojnity zur römisch-katholischen Pfarrei Chwalęcin (Stegmannsdorf) im Dekanat Orneta (Wormditt) des Erzbistums Ermland, außerdem zur Diözese Masuren der Evangelisch-Augsburgischen Kirche in Polen.

## Verkehr
Kolinia Wojnicka liegt an einer Nebenstraße, die bei der Stadt Pieniężno (Mehlsack) von der Woiwodschaftsstraße 507 abzweigt und über Wojnity (Woynitt) nach Bornity (Bornitt) führt.